# Rue Sauvé
La Rue Sauvé est une voie de Montréal.

## Situation et accès
Cette artère principale des arrondissements d'Ahuntsic-Cartierville et de Montréal-Nord (pour un coin de rue) à Montréal, débute à l'autoroute des Laurentides (autoroute 15) comme continuité du boulevard de la Côte-Vertu aux limites de l'arrondissement Saint-Laurent jusqu'au boulevard Saint-Michel à Montréal-Nord.
Une station du Métro de Montréal nommée Sauvé se situe au coin de cette voie et de la rue Berri depuis 1966.

## Origine du nom
La rue tire son nom d'un ancien propriétaire du quartier Ahuntsic.